# Резник (профессия)

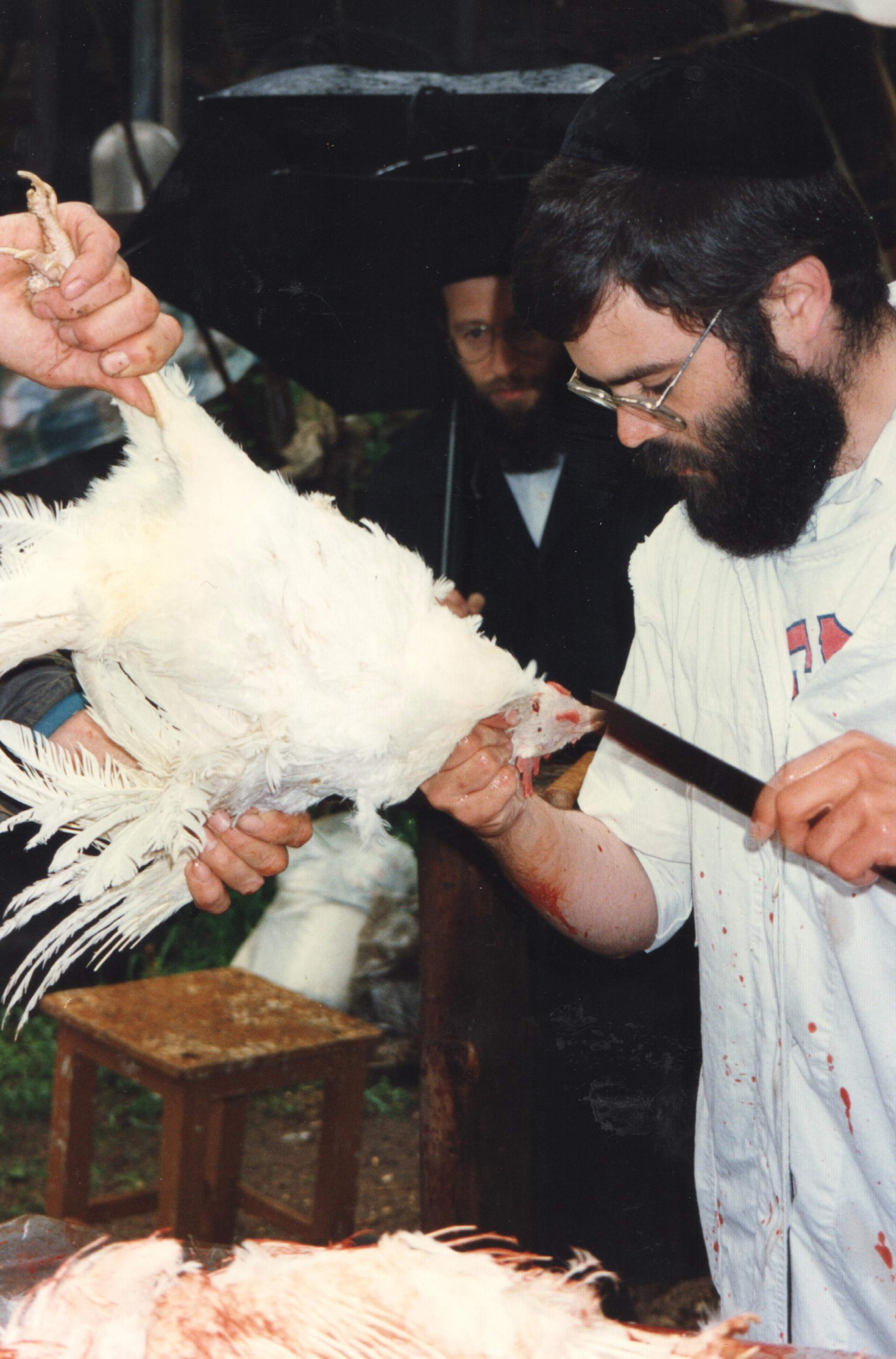
Резник за работой

Ре́зник (сефард. шохет; ашкеназ. шо́йхет, хаха́м) — забойщик скота и птицы, одна из профессий, связанных с религиозными традициями еврейской общины (наряду с профессиями раввина, моэля, писца).

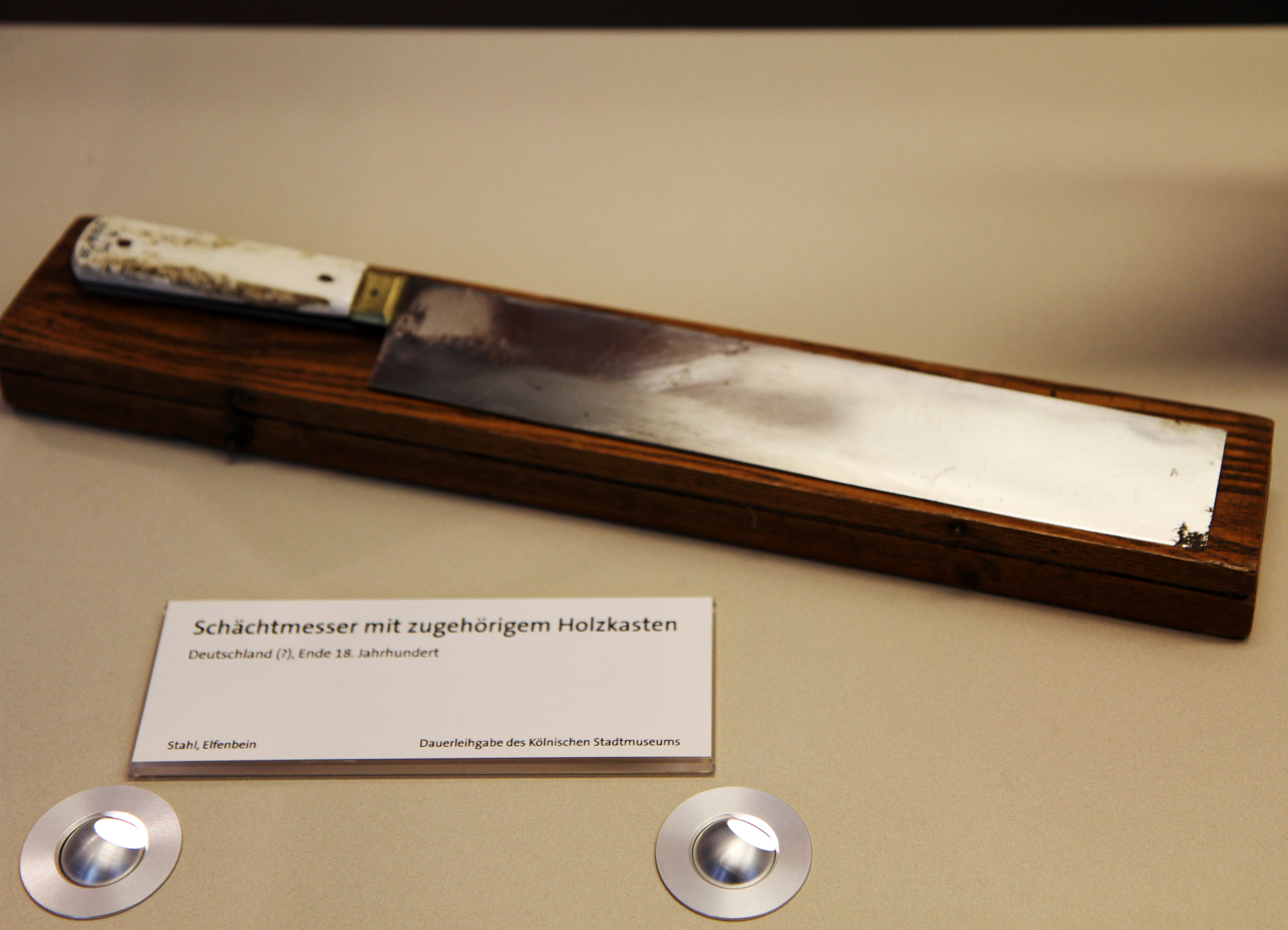
Нож резника

В еврейской общине резник производит убой скота и птицы, предназначенных в пищу, в соответствии с требованиями кашрута (в частности, животное должно быть убито «с уважением и состраданием»). Резник должен пользоваться предельно острым ножом без малейших зазубрин (смысл состоит в том, чтобы животное не испытывало боли). Глотка перерезается одним быстрым движением, после чего тут же выпускается кровь. Такой убой называют «кошерным» и обозначают словом шхита. Прежде чем приступить к шхите, резник должен убедиться, что животное здорово, не ранено и может самостоятельно передвигаться. В обязанности резника входит также проверка внутренних органов, осуществляемая после выполнения шхиты (при наличии дефектов или следов заболевания мясо считается некошерным, несмотря на правильный убой), поэтому полное название этой профессии в переводе с иврита на русский — «резник и проверяющий».
Резником может стать только религиозный еврей, прошедший специальную подготовку и выдержавший экзамен перед надлежащей духовной властью. Резник должен вести безупречный образ жизни, не употреблять спиртных напитков. Некоторые резники получают разрешение только на убой птицы.

## История

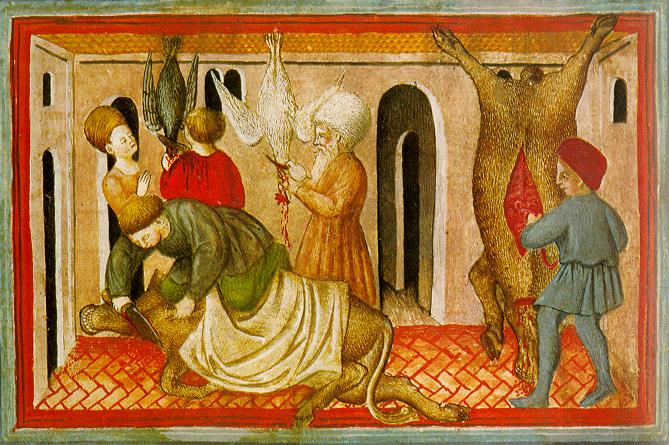
Средневековый рез кур и телят,
XV век, Ватикан, Апостольская библиотека

В средневековой еврейской общине резник был должностным лицом, вторым по социальному статусу после раввина. Ещё сто лет назад некоторые раввины, особенно в малонаселённых пунктах, были одновременно и резниками, хотя в большинстве мест роли раввина и резника были разделены. В тех деревнях, где проживало всего две-три еврейские семьи, почти каждый юноша, достигший совершеннолетия с точки зрения еврейской традиции, начинал изучать законы кошерного убоя, чтобы семья могла постоянно употреблять в пищу свежее кошерное мясо и птицу. В прошлом были также женщины, получившие сертификат на кошерный убой и осуществлявшие его для нужд своей семьи, однако в дальнейшем на это был наложен запрет.
В наши дни кошерный убой скота и птицы производится в основном на современных автоматизированных бойнях и контролируется ветеринарными врачами. При этом обязанности резника сводятся в основном к тому, чтобы «направлять свой нож», как того требуют правила. В некоторых еврейских поселениях и деревнях до сих пор время от времени проводится кошерный убой скота и птицы вручную, особенно для семейных нужд перед праздниками или торжествами. Это требует работы резника в полном объёме.